# Liste des musées des Midlands de l'Ouest (comté)
Cette liste des musées des West Midlands, Angleterre contient des musées qui sont définis dans ce contexte comme des institutions (y compris des organismes sans but lucratif, des entités gouvernementales et des entreprises privées) qui recueillent et soignent des objets d'intérêt culturel, artistique, scientifique ou historique. leurs collections ou expositions connexes disponibles pour la consultation publique. Sont également inclus les galeries d'art à but non lucratif et les galeries d'art universitaires. Les musées virtuels ne sont pas inclus. 

## Musées
| Nom                                  | Image | Ville/City    | District      | Type              | Résumé |
| ------------------------------------ | ----- | ------------- | ------------- | ----------------- | --- |
| Aston Hall                           |       | Aston         | Birmingham    | Maison historique | Manoir de style jacobéen du XVIIe siècle avec des pièces d'époque présentant des meubles, des peintures, des textiles et des ouvrages en métal des collections du Birmingham Museum & Art Gallery                                                                            |
| Aston Manor Road Transport Museum    |       | Aldridge      | Walsall       | Transport         | Collection de bus est de véhicules utilitaires légers |
| Avery Historical Museum              |       | Smethwick     | Sandwell      | Industrie         | website, collection de Balance et artefacts, située au siège social d'Avery Weigh-Tronix |
| Bantock House Museum and Park        |       | Wolverhampton | Wolverhampton | Maison historique | Maison du XVIIIe siècle, rez-de-chaussée aménagé pour refléter l' ère édouardienne, vitrine des personnalités locales importantes à l'étage supérieur, industries, arts décoratifs, deux salles de l'époque victorienne, jardins                                             |
| Barber Institute of Fine Arts        |       | Birmingham    | Birmingham    | Art               | Galerie d'art et salle de concert, la collection comprend l'art britannique, l'impressionnisme et le post-impressionnisme français, la sculpture, les miniatures de portraits, les arts décoratifs, les pièces de monnaie, appartenant à l'University of Birmingham          |
| Berkswell Museum                     |       | Berkswell     | Solihull      | Local             | website, histoire local |
| Bilston Craft Gallery                |       | Wolverhampton | Wolverhampton | Art               | Artisanat contemporain et arts décoratifs |
| Birmingham Back to Backs             |       | Birmingham    | Birmingham    | Maison historique | Géré par le National Trust, dernière cour intérieur de la ville back-to-back houses, il reflète la vie des années 1840 aux années 1970 |
| Birmingham Gun Barrel Proof House    |       | Birmingham    | Birmingham    | Militaire         | Site de test d' armes légères et de munitions , présente un musée avec armes légères et munitions et l'histoire de leur développement, ouvert sur rendez-vous |
| Birmingham Museum & Art Gallery      |       | Birmingham    | Birmingham    | Multiple          | Art, histoire locale, arts décoratifs, archéologie, monnaies, costumes, céramique |
| Bishop Asbury Cottage                |       | Great Barr    | Sandwell      | Maison historique | Maison d'époque du XVIIIe siècle, maison d'enfance de Francis Asbury, premier évêque méthodiste américain |
| Black Country Living Museum          |       | Dudley        | Dudley        | Vivant            | Village industriel reconstitué du XIXe et du début du XXe siècle avec des bâtiments historiques déplacés d'autres sites, y compris les tramways et autres véhicules de transport, une fête foraine, des magasins historiques et des expositions de l'industrie               |
| Blakesley Hall                       |       | Yardley       | Birmingham    | Maison historique | Ferme Tudor à colombages de la fin du XVIe siècle, annexe du Birmingham Museum & Art Gallery |
| Cadbury World                        |       | Birmingham    | Birmingham    | Nourriture        | Histoire du chocolat et de la société de confiserie Cadbury |
| Centre of the Earth                  |       | Birmingham    | Birmingham    | Histoire naturel  | Centre de la nature utilisé pour l'éducation environnementale |
| Coventry Watch Museum                |       | Coventry      | Coventry      | Horlogerie        | website, projet de musée sur les montres et l’horlogerie, offre actuellement des expositions |
| Coventry Music Museum                |       | Coventry      | Coventry      | Musique           | website, musée mettant en valeur le patrimoine musical de Coventry |
| Coventry Transport Museum            |       | Coventry      | Coventry      | Transport         | Transports routiers de fabrication britannique, y compris voitures, véhicules utilitaires, motos, bicyclettes |
| The Drum                             |       | Birmingham    | Birmingham    | Art               | Centre des arts pour les arts noirs britanniques et asiatiques britanniques |
| Earlswood Village Museum             |       | Earlswood     | Solihull      | Local             | website, histoire locale |
| Haden Hill House                     |       | Cradley Heath | Sandwell      | Maison historique | Maison de maître victorienne meublée dans un style d'époque |
| Herbert Art Gallery and Museum       |       | Coventry      | Coventry      | Multiple          | Art, histoire locale, culture, histoire naturelle, histoire médiévale, victorienne et moderne de la ville |
| Ikon Gallery                         |       | Birmingham    | Birmingham    | Art               | Art contemporain |
| International Project Space          |       | Bournville    | Birmingham    | Art               | Galerie d'art contemporain du Bournville Centre for Visual Arts |
| Jaguar Daimler Heritage Trust Museum |       | Coventry      | Coventry      | Automobile        | website, voitures historiques Jaguar et voitures de course |
| The Lace Guild                       |       | Stourbridge   | Stourbridge   | Textiles          | Artefacts historiques et contemporains liés à la dentelle |
| Lapworth Museum of Geology           |       | Edgbaston     | Birmingham    | Histoire naturel  | Fossiles, minéraux, roches, exploités par l'University of Birmingham |
| Locksmith's House                    |       | Walsall       | Willenhall    | Serrures          | Dédié à une famille de serruriers et à des verrous fabriqués localement |
| mac                                  |       | Edgbaston     | Birmingham    | Art               | Théâtre, cinéma, café et espace public avec galerie d'exposition |
| Midland Air Museum                   |       | Baginton      | Coventry      | Aviation          | Musée de l'aviation, y compris Frank Whittle Jet Heritage Centre |
| Museum of the Jewellery Quarter      |       | Birmingham    | Birmingham    | Site historique   | Fabrique de bijoux historique, annexe du Birmingham Museum & Art Gallery |
| National Motorcycle Museum           |       | Bickenhill    | Solihull      | Transport         | Motos britanniques |
| New Art Gallery Walsall              |       | Walsall       | Walsall       | Art               | Les collections comprennent des sculptures et des peintures de maîtres modernes, y compris un grand choix d'œuvres de Jacob Epstein |
| New Hall Mill                        |       | Walmley       | Birmingham    | Moulin            | website, moulin à eau du XVIIIe siècle, situé dans le New Hall Valley Country Park |
| Oak House                            |       | West Bromwich | Sandwell      | Maison historique | Ferme à colombages de la fin du XVIe siècle avec meubles Tudor et jacobins |
| The Pen Museum                       |       | Birmingham    | Birmingham    | Industrie         | Histoire de l'industrie des stylos à Birmingham, y compris les entreprises, différents types de stylos, les premières machines à écrire et les machines braille, l'écriture en général                                                                                       |
| Periscope                            |       | Edgbaston     | Birmingham    | Art               | Galerie d'art contemporain gérée par des artistes et espace événementiel |
| Priory Visitor Centre                |       | Coventry      | Coventry      | Archéologie       | « website »(Archive.org • Wikiwix • Archive.is • Google • Que faire ?), artefacts et histoire du St Mary's Priory |
| Red House Cone                       |       | Wordsley      | Dudley        | Art               | Ancienne verrerie, expositions de verreries historiques et contemporaines, ateliers de verrerie |
| Royal Birmingham Society of Artists  |       | Birmingham    | Birmingham    | Art               | Expositions dans la galerie d'œuvres des membres |
| Sarehole Mill                        |       | Hall Green    | Birmingham    | Mill              | Moulin à eau du XVIIIe siècle utilisé pour moudre le maïs et plus tard pour produire du métal, comprend une boulangerie du XIXe siècle, des expositions sur JRR Tolkien, annexe du Birmingham Museum & Art Gallery                                                           |
| Selly Manor                          |       | Bournville    | Birmingham    | Historique        | Deux maisons à pans de bois de la période tudor |
| Soho House                           |       | Handsworth    | Birmingham    | Maison historique | Maison de la fin du XVIIIe siècle, de l’industriel Matthew Boulton, annexe du Birmingham Museum & Art Gallery |
| Solihull Gallery                     |       | Solihull      | Solihull      | Art               | website |
| Thinktank                            |       | Birmingham    | Birmingham    | Science           | Les thèmes incluent les technologies futures, l'innovation, les voyages dans l'espace, les technologies actuelles et la compréhension scientifique de la vie quotidienne, de l'histoire naturelle, de la biologie, de l'histoire industrielle et des transports de la ville. |
| Tipton Community Heritage Centre     |       | Tipton        | Sandwell      | Local             | website, situé dans la bibliothèque municipale, histoire locale, industrie, canaux, histoire sociale |
| Tyseley Locomotive Works             |       | Birmingham    | Birmingham    | Rail              | Dépôt de chemin de fer, ateliers, moteurs et objets façonnés, visites les jours ouvrables |
| VIVID                                |       | Birmingham    | Birmingham    | Art               | Galerie des arts médiatiques |
| Walsall Leather Museum               |       | Walsall       | Walsall       | Industrie         | Ancienne usine de cuir victorienne, histoire des métiers du cuir et de la selle locaux |
| Warwick Arts Centre                  |       | Coventry      | Coventry      | Art               | Complexe artistique à l'University of Warwick, événements consacrés à la musique classique et contemporaine, au théâtre, à la danse, à la comédie, au cinéma et aux arts visuels                                                                                             |
| Wednesbury Museum and Art Gallery    |       | Wednesbury    | Sandwell      | Multiple          | Beaux-arts, arts décoratifs, y compris la Ruskin Pottery, jouets et jeux, histoire locale |
| West Midlands Police Museum          |       | Sparkhill     | Birmingham    | Police            | Uniformes, véhicules, photographies, insignes, sifflets, souvenirs, histoire du travail de la police dans la région |
| Wightwick Manor                      |       | Wolverhampton | Wolverhampton | Maison historique | Exploité par le National Trust, manoir d'époque victorienne avec intérieurs Arts & Crafts et art préraphaélite |
| Wolverhampton Art Gallery            |       | Wolverhampton | Wolverhampton | Art               | La collection comprend des objets d'art et des arts décoratifs des époques géorgienne et victorienne , du Pop Art , des œuvres d'Irlande du Nord et des arts décoratifs asiatiques.                                                                                          |

## Musées fermés
- Broadfield House Glass Museum, Kingswinford, fermé en 2015[1]
- Coventry City Farm, fermé en 2008[2]
- Coventry Toy Museum, Coventry, fermé en 2007[3]
- Dudley Museum and Art Gallery, fermé en 2016[4]
- Galton Valley Canal Heritage Centre, Smethwick
- Jerome K. Jerome Museum, Walsall, website, actuellement à la recherche de nouvelles installations
- Museum of Science and Industry, Birmingham, fermé en 1997, de nombreuses expositions sont désormais présentées au Thinktank
- Walsall Museum, fermé en 2015[5]